# Vladimir Bakarić
Vladimir Bakarić (AFI: [ʋlǎdimiːr bǎkarit͡ɕ]) (Velika Gorica, 8 marzo 1912 – Zagabria, 16 gennaio 1983) è stato un politico jugoslavo. È stato un comunista croato e un politico socialista in Jugoslavia.

## Biografia
Ha contribuito ad organizzare la resistenza partigiana in Croazia durante la seconda guerra mondiale.
Dal 1948 al 1969 è stato il presidente della Lega dei Comunisti di Croazia e come tale è stato uno stretto collaboratore del presidente Josip Broz Tito.
Anche dopo le dimissioni dal ruolo di dirigente del partito comunista ha mantenuto una grande influenza politica.
Insieme ad Edvard Kardelj egli apparteneva all'ala più liberale dell'élite politica Jugoslava.